# Veronica Priefer
Veronica Priefer (* 1982 in Berlin) ist eine deutsche Drehbuchautorin und Filmproduzentin.

## Leben und Wirken
Priefer wurde 1982 in Berlin geboren. Nach einem Austauschjahr in Australien erwarb sie 2002 ihr internationales Abitur in den Niederlanden. Daran anschließend absolvierte sie 2005 den Bachelor-Abschluss im Fach Sozialanthropologie an der SOAS University of London. 2009 schloss sie in Barcelona ein Masterstudium im Fach strategische Werbekommunikation ab.
Von 2006 bis 2007 arbeitete Priefer als Produktions- und Regieassistentin für Dokumentar- und Werbefilme sowie Langfilmproduktionen in München und Barcelona. Zwischen 2008 und 2010 war sie in Barcelona als Kommunikationsstrategin bei BBDO und VillarRosàs tätig und betreute unter anderem Kunden wie Nike, Bayer und die Allianz.
Im Jahr 2010 zog sie wieder nach Berlin, wo sie für zwei Jahre als Digital- und Kommunikationsstrategin bei Razorfish arbeitete und zum Beispiel Projekte für Audi, McDonald’s oder O2 betreute.
Ab 2017 bis Mai 2023 war Priefer für die UFA Fiction GmbH tätig. Hier lernte sie Johannes Kunkel kennen, mit dem sie die ab 15. März 2024 auf Sky ausgestrahlte Serie Helgoland 513 sowie die auf RTL+ veröffentlichte Serie Der König von Palma entwickelte und umsetzte. Während ihrer Tätigkeit bei UFA Fiction war sie auch als Drehbuchautorin an der Produktion der Fernsehserie Legal Affairs beteiligt.
2023 gründete sie mit Kunkel das Serien- und Filmproduktionsunternehmen Dynamic Ally Pictures GmbH. Das Unternehmen entwickelt und vertreibt vornehmlich fiktionale Serienformate für das deutsche sowie internationale Fernsehen. 2024 übernahm die Banijay Germany GmbH Anteile an dem Unternehmen.

## Filmografie (nach Ausstrahlungsjahr)
- 2021: Legal Affairs (Fernsehserie, Drehbuchautorin)
- 2021–2023: Der König von Palma (Fernsehserie, Drehbuchautorin, Showrunner, Executive Producerin, Creator)
- 2024: Helgoland 513 (Fernsehserie, Drehbuchautorin, Creator und Produzentin)